# Rusztaveli-díj
A Rusztaveli-díj Grúzia legrangosabb művészeti és irodalmi díja, melyet 1965-ben alapítottak. A díjat Sota Rusztaveli 12. századi grúz költőről nevezték el, aki a grúzok nemzeti eposzát írta, A párducbőrös címmel. Ennek az eposznak az 1888-as kiadásához a 19. században a Grúziában tartózkodó Zichy Mihály, magyar grafikus és festő készítette az illusztrációkat.
1965-ös díjasok: Konstantine Gamszahurdia (író), Irakli Abasidze (költő) és Lado Gudiasvili (festő).
Jelentősebb további díjazottak: Mikola Bazhan (ukrán költő), Szergo Kobuladze (festő), Irakli Ocsiauri (szobrász), Szergo Zakariadze (színész), Nino Ramisvili (táncos), Iliko Szuhisvili (táncos), Ramaz Cshikvadze (színész), Guram Pataraia (producer), Tengiz Abuladze (producer), Muhran Macsavariani (költő), Tamaz Csiladze (költő), Csabua Amiredzsibi (regényíró), Levan Cuckiridze (festő), stb.